# Château de Séguinaud
La maison de maître dite château de Séguinaud est située sur la commune de Bassens, en Gironde.

## Historique
Le château date du XVIIIe siècle.
En 1878, il est acquis par le négociant bordelais Urbain Maurel. La famille Maurel le fit remanier et agrandir.
La mairie de Bassens le rachête en 1973.